# Стримница
Стримница (на македонска литературна норма: Стримница; на албански: Strimnica) е село в Северна Македония, в община Желино.

## География
Селото се намира в областта Долни Полог, разположено на десния бряг на Вардар в подножието на планината Сува гора.

## История
В обобщен списък на джизието на немюсюлманите от вилаета Калканделен от 18 юли 1628 година селото е отбелязано като Истримишче, с 13 ханета (домакинства).
В края на XIX век Стримница е село в Тетовска каза на Османската империя. Андрей Стоянов, учителствал в Тетово от 1886 до 1894 година, пише за селото:
| „ | С. Стримница — има 47 арнаутски кѫщи и 1 джамия. При селото има развалини отъ стара църква и гробища. | “ |

Според статистиката на Васил Кънчов („Македония. Етнография и статистика“) от 1900 година Стримница е село, населявано от 245 жители арнаути мохамедани.
Според Афанасий Селишчев в 1929 година Стримница е село в Желинска община (с център в Саракино) в Долноположкия срез и има 65 къщи с 404 жители албанци.
Според преброяването от 2002 година селото има 2422 жители.
| Националност | Всичко |
| македонци    | 2      |
| албанци      | 2404   |
| турци        | 0      |
| роми         | 0      |
| власи        | 0      |
| сърби        | 0      |
| бошняци      | 0      |
| други        | 16     |